# Pareumelea flagrata
Pareumelea flagrata är en fjärilsart som beskrevs av Felder och Alois Friedrich Rogenhofer 1875. Pareumelea flagrata ingår i släktet Pareumelea och familjen mätare. Inga underarter finns listade i Catalogue of Life.